# Lam Toro
Az 1992-es Lam Toro Baaba Maal harmadik nagylemeze. Egyesítette a tradicionális afrikai ritmusokat és a nyugati hangszerelést, de a funk és elektromos zene elemei is felfedezhetők a dalokon. A Billboard Top World Music Albums listán a 2. helyig jutott. Szerepel az 1001 lemez, amit hallanod kell, mielőtt meghalsz című könyvben.

## Az album dalai
|     | Cím                     | Szerző(k)  | Hossz |
| --- | ----------------------- | ---------- | ----- |
| 1.  | Hamady Boiro (Yelle)    | Baaba Maal | 4:30  |
| 2.  | Daande Lenol            | Maal       | 5:42  |
| 3.  | Lem Gi (Le Miel)        | Maal       | 7:12  |
| 4.  | Ndelorel                | Maal       | 3:59  |
| 5.  | Yela                    | Maal       | 4:36  |
| 6.  | Toro (Tioulel l'Oiseau) | Maal       | 2:30  |
| 7.  | Daniibe (Les Exilés)    | Maal       | 7:57  |
| 8.  | Olel (I'écho)           | Maal       | 5:55  |
| 9.  | Sy Sawande              | Maal       | 5:27  |
| 10. | Hamady Bogle            | Maal       | 4:34  |

## Közreműködők
- Jose Blanco – asszisztens, hangmérnökasszisztens
- Simon Booth – producer
- Andi Carr – asszisztens, hangmérnökasszisztens
- Hilaire F.J. Chaby-Hary – gitár, billentyűk, háttérvokál
- Hilaire Chaby – billentyűk
- Assane N'Daye Cisse – gitár, ütőhangszerek
- Kaow Cissoko – kora, ütőhangszerek
- Eric Clermontet – producer
- Computer Paul – ütőhangszerek, programozás
- Massamba Diop – droma, sabar, tama, háttérvokál
- Alioune Dioue – háttérvokál
- Mangu el Papichulo – toaster
- Joe Galdo – digitális utómunkák, dob, keverés, ütőhangszerek, producer, újrakeverés
- Leo Herrera – asszisztens, hangmérnökasszisztens
- Sidiki Kouyate – háttérvokál
- Tonia Lo – háttérvokál
- Thio M'Baye – sabar
- Baaba Maal – dalszerző, gitár, producer, ének, hangok
- Lester Mendez – billentyűk, keverés, producer
- Richie Perez – asszisztens, hangmérnökasszisztens
- Brian E. Rochlin – jegyzetek
- Aziz Sambe – háttérvokál
- Bada Seck – bugarabu dobok, djembe, dobok, sabar, háttérvokál
- Paul Smykle – keverés
- Cesar Sogbe – hangmérnök, újrakeverés
- Davy Spillane – duda